# 柏原祐泉
柏原祐泉（かしわはら　ゆうせん、1916年8月5日 - 2002年2月6日）は、浄土真宗の仏教史学者。学位は、文学博士（大谷大学・論文博士・1972年）。大谷大学名誉教授。

## 略歴
滋賀県生まれ。1940年大谷大学文学部国史学科卒。1949年同予科教授、1950年大谷大学短期大学部助教授、1962年大谷大学助教授、1966年教授、1972年「日本近世近代仏教史の研究」で大谷大学より文学博士の学位を取得。1982年退任、名誉教授、1983年函館大谷短期大学学長。1985年退任、名誉教授。

## 著書
- 『日本近世近代仏教史の研究』平楽寺書店 1969
- 『近世庶民仏教の研究』法蔵館 仏教史学研究双書 1971
- 『正像末和讃 親鸞聖人の末法観 私考』東本願寺出版部 真宗史料集成 1982
- 『近代大谷派の教団 明治以降宗政史』真宗大谷派宗務所出版部 1986
- 『親鸞聖人御消息管窺』真宗大谷派宗務所出版部 1987
- 『仏教と部落差別 その歴史と今日』部落解放研究所 人権ブックレット 1988
- 『日本仏教史 近代』吉川弘文館 1990
- 『真宗史仏教史の研究 1　親鸞・中世篇』平楽寺書店 1995
- 『真宗史仏教史の研究 2　近世篇』平楽寺書店 1996
- 『「顕浄土方便化身土文類」の考察』真宗大谷派宗務所出版部 2000
- 『真宗史仏教史の研究 3　近代篇』平楽寺書店 2000
- 『『正信偈』のおしえ』柏原祐信編 平楽寺書店 2004

### 共編著・校注・監修
- 『日本名僧列伝』薗田香融共編 社会思想社 現代教養文庫 1968
- 『求道の人びと 近代仏教百年の歩み』共著 春秋社 1969
- 『日本思想大系 57 近世仏教の思想』藤井学共校注 岩波書店 1973、新版1995
- 『真宗史料集成 第10巻 法論と庶民教化』編 同朋舎 1978
- 『真宗史料集成 第11巻 維新期の真宗』共編　同朋舎出版 1983
- 『親鸞大系 歴史篇』全11巻 黒田俊雄,平松令三共監修 法藏館 1988-89
- 『浄土仏教の思想 第13巻』「妙好人」柏原祐泉「良寛・一茶」大峯顕 講談社 1992
- 『真宗人名辞典』薗田香融,平松令三共監修 赤松徹真,木場明志,首藤善樹,上場顕雄,草野顕之共編 法藏館 1999

## 論文
- Cinii